# Sean Dundee
Pour les articles homonymes, voir Dundee (homonymie).
Sean William Dundee, couramment appelé Sean Dundee, est un footballeur à la double nationalité germano-sud-africaine et international B avec l'équipe d'Allemagne, né le 7 décembre 1972, à Durban en Afrique du Sud.
Il compte 1 sélection pour 1 but inscrit en équipe d'Allemagne B.

## Biographie

### Carrière en club
Natif de Durban en Afrique du Sud, il est formé dans deux clubs locaux avant de partir pour l'Allemagne, d'abord aux SV Stuttgarter Kickers, puis à TSF Ditzingen avant d'exploser en Bundesliga à Karlsruher SC. 
En juillet 1998, il rejoint, pour deux millions de livres, la Premier League à Liverpool où Gérard Houllier et Roy Evans l'ont engagé pour pallier la blessure de Robbie Fowler, indisponible pour presque six mois. Toutefois, Dundee ne s'y impose jamais, Karl-Heinz Riedle et Michael Owen formant un duo solide en attaque. Avec le retour de Fowler, ses chances de jouer diminuent encore et il quitte finalement les Reds après une seule saison et uniquement trois matches comme remplaçant et aucun but. Il s'engage alors pour le VfB Stuttgart pour un million de livres. 
Il y retrouve des statistiques plus dignes de son niveau, et après une pige en Autriche avec l'Austria Vienne, il retourne dans ses clubs de début de carrière, le Karlsruher SC et le SV Stuttgarter Kickers. Il termine sa carrière par un retour dans son pays et sa ville natale, à Durban, en s'engageant pour AmaZulu, où il prend sa retraite en 2009.
Toutefois, 4 ans plus tard, il sort de sa retraite, à 41 ans, pour jouer avec les semi-pros du VSV Büchig en Allemagne.

### Carrière internationale
Sean Dundee avait pour objectif avoué de devenir international allemand et refuse ainsi d'être sélectionné pour l'Afrique du Sud. Il ne réussit toutefois pas totalement son pari, car il ne reçoit qu'une unique sélection, en Allemagne B, qui ne correspond pas vraiment à l'équipe A. Il ponctue cet unique match international contre la Russie par un but marqué.

## Palmarès
- Vainqueur de la Coupe Intertoto en 1996 avec le Karlsruher SC, en 2000 et 2002 avec le VfB Stuttgart